# Trophée Mario Zanchi
Le Trophée Mario Zanchi (en italien : Trofeo Mario Zanchi) est une course cycliste italienne disputée autour de Castiglion Fibocchi, en Toscane. Cette épreuve rend hommage à l'ancien cycliste professionnel Mario Zanchi, mort en 1976 à seulement 37 ans,. Elle est organisée par l'US Fracor. 
L'édition 2018 est uniquement disputée par des cyclistes juniors.

## Palmarès depuis 1986
| Année | Vainqueur             | Deuxième             | Troisième           |
| ----- | --------------------- | -------------------- | ------------------- |
| 1986  | Lido Del Carlo        |                      |                     |
| 1987  | Claudio Tardini       |                      |                     |
| 1988  | Nino Tripodi          |                      |                     |
| 1989  | Stefano Cortinovis    | Germano Pierdomenico | Stefano Faustini    |
| 1990  | Gianluca Brugnami     |                      |                     |
| 1991  | Simone Borgheresi     |                      |                     |
| 1992  | Roberto Petito        |                      |                     |
| 1993  | Gabriele Missaglia    |                      |                     |
| 1994  | Gianluca Brugnami     |                      |                     |
| 1995  | Stefano Casagranda    |                      |                     |
| 1996  | Oscar Cavagnis        |                      | Giuliano Figueras   |
| 1997  | Danilo Di Luca        | Mario Foschetti      | Maurizio Caravaggio |
| 1998  | Fabio Testi           |                      |                     |
| 1999  | Luca Paolini          | Jamie Burrow (de)    | Raffaele Illiano    |
| 2000  | Dmitry Gaynitdinov    |                      |                     |
| 2001  | Salvatore Scamardella |                      |                     |
| 2002  | Ivan Stević           |                      |                     |
| 2003  | Aleksandr Bajenov     |                      |                     |
| 2004  | Carlo Scognamiglio    | Andriy Grivko        | Alessandro Proni    |
| 2005  | Luigi Sestili         | Carlo Scognamiglio   | Alexander Filippov  |
| 2006  | Oscar Gatto           | Alessandro Bazzana   | Simone Stortoni     |
| 2007  | Francesco Ginanni     | Simone Ponzi         | Mauro Finetto       |
| 2008  | Marcello Pavarin      | Enrico Magazzini     | Matteo Scaroni      |
| 2009  | Stefano Pirazzi       | Antonio Parrinello   | Enrico Battaglin    |
| 2010  | Andrea Pasqualon      | Salvatore Puccio     | Daniele Aldegheri   |
| 2011  | Enrico Battaglin      | Salvatore Puccio     | Gabriele Pizzaballa |
| 2012  | Thomas Fiumana        | Daniele Aldegheri    | Stanislau Bazhkou   |
| 2013  | Andrea Zordan         | Davide Villella      | Simone Consonni     |
| 2014  | Davide Martinelli     | Simone Andreetta     | Michele Viola       |
| 2015  | Andrea Vendrame       | Niccolò Pacinotti    | Umberto Orsini      |
| 2016  | Simone Consonni       | Marco Maronese       | Michael Bresciani   |
| 2017  | Giovanni Carboni      | Nicola Conci         | Aleksandr Vlasov    |
| 2018  | Gabriele Benedetti    | Jacopo Menegotto     | Luca Paladin        |
| 2019  | Paolo Baccio          | Artur Sowiński       | Pasquale Abenante   |
| 2020  | pas de course         | pas de course        | pas de course       |
| 2021  | Martin Marcellusi     | Francesco Di Felice  | Matteo Conforti     |